# Sebestyén Hann
Sebestyén Hann (Levoča, 1644 – Sibiu, 1713) è stato un orafo ungherese.

## Biografia
È considerato il più importante orafo ungherese del Seicento, attivo in un ambito stilistico Barocco europeo.
Dopo aver svolto una formazione artistica a Sibiu entrò a far parte della gilda locale, diventando un maestro della corporazione.
Tra le sue opere più prestigiose si possono annoverare le brocche argentate raffiguranti atti bellici e temi floreali, attualmente esposte nel Museo di belle arti di Budapest e nel Museo di Arte Decorativa di Budapest; una targa argentata del Tesoro di Esztergom.
Queste opere si caratterizzarono per una duplice influenza e aderenza artistica e stilistica: per la forma e i temi decorativi Hann evidenziò qualche legame con il gusto tardo rinascimentale, invece per le immagini belliche, fortemente dinamiche, si ispirò già ed elementi barocchi.
Inoltre realizzò altre opere pregevoli, quali una ciotola decorativa di Salomone e la regina di Saba (1680), argentata e dorata, conservata al Museo di Arti Applicate; tazza con coperchio raffigurante eventi biblici (1682); una fonte battesimale (1685); due candelabri; una decorazione dell'Ultima Cena, esposta al Museo Brukenthal di Sibiu; un boccale ora al Museo di belle arti di Budapest (1697);  calice e boccale di aderenza Protestante in varie chiese localizzate in Transilvania.